# Alessi’s Ark
Alessi’s Ark — музыкальный проект британской певицы Алесси Лорент-Марке (англ. Alessi Laurent-Marke; род. 30 июня 1990).

## Карьера

### Начало
Названная в честь итальянской дизайнерской фирмы, Алесси выросла в Хаммерсмите, в западной части Лондона, где её отец Алан Марке до сих пор работает в качестве телепродюсера.
Её первое знакомство с музыкой произошло, когда мать подарила ей альбом Грэма Нэша (Graham Nash) Songs for Beginners. В возрасте 11-ти лет, когда в школе ей предложили выбрать инструмент, на котором она хотела бы научиться играть, Алесси, вдохновлённая примером Мэг Уайт (Meg White) — барабанщицы американской группы The White Stripes, остановила свой выбор на барабанах. Её преподаватель музыки играл в разных лондонских группах, и благодаря этому она имела возможность бывать на различных концертах до 4-х раз в неделю. Алесси начала выпускать свой собственный фэнзин (любительское малотиражное издание) под названием «Brain Bulletin», в котором она писала о любимых группах, книгах и фильмах. По совету друга семьи из Нью Йорка она раздавала свой фэнзин на концертах, в музыкальных магазинах и даже в общественных прачечных.

### Bedroom Bound EP
Чтобы сдать один из экзаменов в школе (GCSE — General Certificate of Secondary Education), Алесси нужно было написать курсовую работу по музыке, а также сочинить песню. Выучив основные аккорды и использовав стихи и истории, которые до этого она публиковала в своём фэнзине, Алесси сочинила композицию Glendora (которая впоследствии оказалась в её дебютном альбоме), которую учитель музыки посоветовал ей сыграть на школьном собрании. Открыв в себе страсть к творчеству и выступлениям, в 16 лет Алесси решила бросить школу, чтобы всерьёз заняться музыкой. Несмотря на поддержку родителей, она пообещала им, что вернётся в школу, если спустя год не добьётся видимых успехов на музыкальном поприще. Не теряя времени, Алесси опубликовала свои демозаписи на MySpace и на своём независимом лейбле «Zooey» выпустила EP Bedroom Bound, который продавала через свою страницу. Дабы избежать сравнений с группой Alessi Brothers, мать Алесси предложила ей назваться Alessi’s Ark (‘ковчег Алесси’): «мне понравилась эта идея, образ ковчега, в котором каждому рады, даже друзьям, которые географически находятся очень далеко — несмотря на всё мы всегда вместе». Выступая на всевозможных площадках, юная исполнительница в конце концов привлекла внимание представителей рекорд-лейблов Heavenly Records и EMI, которые предложили ей контракт. Накануне своего 17-летия Алесси подписала контракт с Virgin Records, дочерним лейблом EMI.

### Notes From The Treehouse
Когда Алесси спросили, кого бы она хотела видеть в качестве продюсера своего дебютного альбома, она назвала Майка Могиса (Mike Mogis), продюсера гр. Rilo Kiley и участника гр. Bright Eyes. Артистка встретилась с ним в Лондоне после одного из шоу Bright Eyes в 2008 году: «я передала ему несколько своих фэнзинов и демозаписи; он сразу же мне понравился. Я очень нервничала, но он оказался очень мягким и предупредительным, так что я почувствовала облегчение». Могис согласился приступить к работе в сентябре, и Алесси отправилась в Небраску, чтобы записывать альбом в студии Могиса и Конора Оберста (Conor Oberst) в Омахе.
Альбом Notes From The Treehouse был выпущен в мае 2009 года. В альбоме присутствуют как конечные версии композиций с EP Bedroom Bound, так и новые, оригинальные песни (The Dog, Hummingbird). В работе над альбомом участвовало несколько музыкантов, в чьём творчестве Алесси нашла вдохновение для записи альбома. Среди них Джейк Белоуз (Jake Bellows) из гр. Neva Dinova and Нейт Уолкотт (Nate Walcott) из группы Bright Eyes.
После выхода альбома в свет Alessi’s Ark продолжила гастролировать в Британии, выступая сольно и на разогреве у таких артистов, как Лора Марлинг (Laura Marling), Мари Сиу (Mariee Sioux), Эмилиана Торрини (Emilíana Torrini) и Церис Мэтьюс (Cerys Matthews). Помимо этого в июне она выступила на шоу Нила Янга (Neil Young) в Хайд Парке, в Лондоне. Riverside Studios в Хаммерсмите провели выставку рисунков Алесси «Handmade», на которые её вдохновили песни из её первого альбома (выставка проходила с 20 августа до 27 сентября 2009 года).
Алесси поддерживает благотворительную организацию по борьбе с лейкемией «Anthony Nolan Trust». 28 января 2010 совместно с группами Treetop Flyers и Draw Me Stories она организовала благотворительный концерт в Union Chapel.

### Soul Proprietor EP
В феврале 2010 года Alessi’s Ark разорвала действующий контракт с Virgin Records и перешла к независимому лейблу Bella Union. Первый EP, выпущенный на новом лейбле, получил название Soul Proprietor (поступил в продажу 5 апреля 2010). 15 апреля 2013 года вышел третий студийный альбом The Still Life.

## Дискография
- Bedroom Bound EP (2007)
- The Horse EP (2008)
- Friend Ships (совместный EP с Thunder Power) (2009)
- Over The Hill (сингл) (2009)
- Notes From The Treehouse (2009)
- Live Session (2009)
- Soul Proprietor (2010)
- Time Travel (2011)
- The Still Life (2013)